# João I de Bourbon
João I de Bourbon, conde de la Marche (1344 - 11 de Junho de 1393) foi o segundo filho de Jaime I, conde de Marche e de Joana de Châtillon.
Após a morte de seu pai e de seu irmão mais velho, João os sucedeu como conde de La Marche. Em 28 de setembro de 1364, ele se casou com Catarina de Vendôme (falecida em 1412), filha de João VI, conde de Vendôme, com a qual teve sete filhos:
- Jaime II de Bourbon, conde de La Marche e de Castres (1370–1438);
- Isabel (nascida em 1373), freira em Poissy;
- Luís, conde de Vendôme (1376–1446);[2]
- João, senhor de Carency (1378–1457), casado em 1416 com Catarina, filha de Filipe de Artois, conde d'Eu, não tiveram filhos; casado em 1420 em Le Mans com sua amante Joana de Vendômois, com a qual teve filhos;
- Ana (1380 – Setembro de 1408, Paris), casada em 1401 com João de Berry, conde de Montpensier e posteriormente com Luís VII, duque da Baviera em 1402, em Paris;
- Maria (1386 – aft. 11 de setembro de 1463), senhora de Brehencourt, casada com Jean de Baynes, senhor de Croix;
- Carlota (1388 – 15 de janeiro de 1422), casada em 1411 em Nicósia com o Jano I de Chipre.